# Asra Nomani
Asra Quratulain Nomani (1965) es una periodista y autora indo-estadounidense. Es conocida por su trabajo como activista en los movimientos de reforma musulmana. Actualmente trabaja como profesora de periodismo en la Universidad de Georgetown, donde lideró el Pearl Project, un proyecto de investigación sobre el secuestro y asesinato del reportero de The Wall Street Journal Daniel Pearl.
Nomani es autora de dos libros: Standing Alone in Mecca y Tantrika: Traveling the Road of Divine Love. También escribió Islamic Bill of Rights for Women in the Bedroom, Islamic Bill of Rights for Women in the Mosque y 99 Precepts for Opening Hearts, Minds and Doors in the Muslim World.

## Biografía
Nomani nació en Bombay (India) y cuando tenía cuatro años se mudó a los Estados Unidos junto con su hermano mayor, donde se unieron a sus padres que vivían en Nueva Jersey, donde su padre estaba obteniendo un doctorado en la Rutgers University. A los diez años, su familia se mudó a Morgantown (Virginia Occidental). En sus libros, ella identifica al erudito musulmán Shibli Nomani, famoso por escribir una biografía de Mahoma, como un "ancestro paterno." Nomani obtuvo un bachillerato en Estudios Liberales en la Universidad de West Virginia en 1986 y una maestría en Comunicaciones Internacionales en la American University en 1990. Ella tiene un hijo, Shibli Daneel Nomani.

### Carrera
Nomani fue corresponsal para The Wall Street Journal y ha escrito para The Washington Post, The New York Times, Slate, The American Prospect y Time. También fue corresponsal para Salon.com en Pakistán luego de los atentados del 11 de septiembre de 2001 y su trabajo apareció en varias publicaciones, incluyendo People, Sports Illustrated for Women, Cosmopolitan y Women's Health.
Nomani es la fundadora y creadora del Muslim Women's Freedom Tour. También ha desafiado las interpretaciones literales del Islam que segregan a las mujeres en las oraciones en las mezquitas y fue la organizadora de una oración musulmana liderada por mujeres en Nueva York el 18 de marzo de 2005, la cual ha sido descrita como "la primera oración mixta liderada por una mujer musulmana en 1.400 años." Sin embargo, Nomani ha reconocido que se han realizado otras oraciones mixtas lideradas por mujeres, incluyendo una oración funeraria en 1997 dirigida por la feminista musulmana sudafricana Shamima Shaikh.
En Standing Alone in Mecca, ella describe como fue tener un hijo como madre soltera luego de que el padre la abandonara en Pakistán y como viaja a La Meca a realizar el Hajj y así investigar y redescubrir su religión. The Washington Post comenta como el título es similar al libro de 1990 Standing Again at Sinai, en el cual la autora, Judith Plaskow, una feminista judío-estadounidense, explora lo que ella vio como los orígenes patriarcales del judaísmo.

## Influencia
En noviembre de 2003, Nomani fue la primera mujer en su mezquita en Virginia Occidental en insistir en su derecho de rezar en el salón principal. Más tarde organizó la primera oración pública de una congregación musulmana mixta en los Estados Unidos. En ese día, 18 de marzo de 2005, declaró:

Nos levantamos por nuestros derechos como mujeres en el Islam. No vamos a aceptar la puerta trasera o las sombras. Al final del día, seremos líderes en el mundo musulmán. Estamos llevando al Islam al siglo XXI, reclamando la voz que el Profeta nos dio hace 1.400 años.

Sus esfuerzos para permitir a las mujeres dirigir oraciones mixtas han sido rechazadas por la mayoría de la comunidad islámica ya que ninguna mezquita ni organización musulmana tradicional de mujeres ha participado en sus actividades. Su primera oración se realizó en la Catedral Episcopal San Juan el Divino en Nueva York y la segunda, realizada en Brandeis University, consistió de seis personas, incluyendo ella misma.
Algunos críticos han alegado que las oraciones fueron realizados para promocionar su libro. Musulmanes tradicionales critican su falta de participación en prácticas islámicas y en la comunidad musulmana antes de 2002,  su decisión de tener hijos fuera del matrimonio[cita requerida] y su posición de que las decisiones sexuales son personales, no jurisdicción del estado o la comunidad.[cita requerida]
Además de sus libros, ella ha expresado sus experiencias e ideas en diferentes publicaciones. Fue amiga y colega del reportero de The Wall Street Journal Daniel Pearl. Ella estuvo en Karachi junto con él y su esposa, Mariane Pearl, cuando él fue secuestrado y más tarde asesinado por extremistas islámicos en enero de 2002. En la adaptación de la memoria de Mariane Pearl A Mighty Heart, el personaje de Nomani fue interpretado por Archie Panjabi. Nomani escribió una crítica de la película, publicada por The Washington Post, en la cual argumentó que "...el mismo Danny había sido cortado de su propia historia."

## Publicaciones
- Standing Alone in Mecca
- Tantrika: Traveling the Road of Divine Love
- Islamic Bill of Rights for Women in the Bedroom
- Islamic Bill of Rights for Women in the Mosque
- 99 Precepts for Opening Hearts, Minds and Doors in the Muslim World